# Patrick Moriau
Pour les articles homonymes, voir Moriau.
Patrick Moriau est un homme politique belge de langue française, né le 11 mars 1951 à Charleroi et mort le 20 juillet 2013 à Bruxelles.

## Biographie
Né le 11 mars 1951 à Charleroi, d’un père belge et d’une mère italienne, c’est par l’intermédiaire de son grand-père qu’il entre en politique.
Licencié en journalisme et communication sociale de l'Université libre de Bruxelles, il est député fédéral et bourgmestre de Chapelle-lez-Herlaimont.
On le retrouve dans l’ombre de Philippe Busquin, d’abord en tant qu’attaché de presse, ensuite comme chef de cabinet et enfin, comme secrétaire général du Parti socialiste.
Il fait partie de la commission d'enquête parlementaire sur l'Affaire Dutroux, expérience qu'il raconte dans son livre, Les cahiers d'un commissaire.
Dans le cadre de l'affaire Dassault, Patrick Moriau. est mis en examen pour « faux, usage de faux, et blanchiment ». La justice lui reproche d'avoir dissimulé à Luxembourg quelque 625 000 euros, un pot-de-vin versé par le groupe Dassault au Parti socialiste pour décrocher un marché militaire, somme qui avait été soustraite à la taxation. Reconnu coupable dix ans plus tard de faux et usage de faux, il n'est pas sanctionné, en raison de l'ancienneté des faits.
Il est inculpé pour corruption passive dans le cadre du dossier « Citta Verde »[Quoi ?] à Farciennes.
Il meurt le 20 juillet 2013 d'un cancer du poumon.

## Thèses
Dans son livre, il a évoqué des protections importantes dont aurait bénéficié Michel Nihoul dans l'entourage du palais royal.

## Publications
- Les Cahiers d’un Commissaire, avec Serge Kalisz, Éditions Luc Pire, 1997.